# Ма Минсинь
Ма Минсинь (кит. 马明心; 1719—1781) — дунганский суфийский лидер, основатель Джахрия мэнхуань (суфийский орден Накшбанди)

## Имена
Арабское имя Ма Минсиня было Ибрагим. Вернувшись в Китай из Аравии, он начал называть себя Азиз. Его также звали Мухаммад Эмин (араб. محمد أمين‎). Последователи Джахрии иногда называют его Викаятуллахом (араб. وقاية الله‎).

## Биография
Китайскоязычный мусульманин из Ганьсу. Ма Минсинь провел 16 лет, обучаясь в Мекке и Йемене. Он был учеником суфийского учителя Накшбанди по имени Абд аль-Халик, который был сыном аз-Зейна ибн Мухаммад Абд аль-Баки аль-Мизджаджи (1643/1644-1725), родом из Мизджаджи недалеко от Забида, Йемен. Аз-Зайн, в свою очередь, учился в Медине у известного курдского мистика Ибрагима ибн Хасана аль-Курани (1616—1690), который был известен тем, что пропагандировал зикр (призыв имени Бога).
Вернувшись в Китай в 1761 году, Ма Минсинь основал Джахрия мэнхуань (орден) (哲合忍耶; Zhéhérěnyē) — второй накшбандийский орден в Китае после Хуфийи Ма Лайчи. В отличие от «молчаливых» суфиев Хуфия и следуя учению аль-Курани, приверженцы Джахрии выступали за голосовой зикр, что отражено в названии их школы (от арабского jahr, «вслух»). Ма Минсинь также выступил против акцента, который члены Хуфии придавали почитанию святых, строительство грандиозных, богато украшенных мечетей и обогащение религиозных лидеров за счет их приверженцев.
К началу 1780-х годов Джахрия Ма Минсиня распространилась на большую часть тогдашней провинции Ганьсу (которая в то время также включала сегодняшние Цинхай и Нинся), как и Хуфийя мэнхуань покойного Ма Лайчи. Теологические споры между членами двух менхуанов, а также претензии орденов на членские взносы на фоне ненадлежащего управления правительством доходами провинции часто приводили как к жестоким конфликтам, так и к судебным искам.
Эскалация конфликта между приверженцами двух движений в конечном итоге привлекла внимание правительства Цин в 1781 году. Очевидный центр конфликта в то время находился в этнической общине саларов округа Сюньхуа (в современной провинции Цинхай, к западу от сегодняшней префектуры Линься, провинция Ганьсу). Считая, что Джахрия (названная правительством « Новым учением», в отличие от «Старого учения», то есть хфия и мусульман-несуфиев (гедиму) является подрывной деятельностью, власти арестовали Ма Минсиня, хотя его лично в тот момент не было в окрестностях Сюньхуа.
Пока Ма Минсинь удерживался в Ланьчжоу во время восстания Джахрия, правительственная экспедиция, отправленная в Сюньхуа для заботы о бизнесе Джахрия, была уничтожена саларами Джахрия, которые затем бросились через сегодняшнюю префектуру Линься и к стенам Ланьчжоу. Когда осажденные чиновники привели Ма Минсиня в цепях к городской стене, чтобы показать его повстанцам, салары сразу же проявили уважение и преданность своим заключенным вождям. Испуганные чиновники сняли Ма со стены и тут же обезглавили его.
Вдова Ма Минсиня по фамилии Чжан (родом из уезда Тунвэй Ганьсу) и его дочери были сосланы в Синьцзян.

## Наследие
Смерть Ма Минсиня не положила конец конфликтам с мусульманской общиной Китая или конфликтам между мусульманами и правительством. Через три года после смерти Ма Минсиня его последователь Тянь У поднял восстание в 1784 году против имперского правительства; после его поражения власти продолжали следить за распространением «подрывного» учения Джахрия.
Потомок Ма Минсиня в пятом поколении и тогдашний лидер Джахрии, Ма Хуалун, был одним из главных лидеров Великого северо-западного восстания Хуэй в Нинся, Шэньси и Ганьсу в 1860-х годах.
Орден Джахрия действует и по сей день, хотя и в более скрытых формах . В память о Ма Минсине, чью бороду остригли правительственные солдаты перед казнью, многие члены Джахрии сбривают бороды по бокам.
В 1985 году более 20 000 китайских мусульман собрались на месте первоначальной (разрушенной) могилы Ма Минсиня недалеко от Ланьчжоу для церемонии поминовения. С тех пор гробница была восстановлена.
Потомком Ма Минсиня был Ма Юаньчжан (1853—1920).
Ма Шаоу (1874—1937) был потомком Ма Минсиня в четвертом поколении, и дядя Ма Шаоу Ма Юаньчжан также был потомком, как и двоюродный дед Ма Шаоу Ма Шэнлинь马圣鳞. Сын Ма Шаову Ма Чо-я является потомком в пятом поколении и в настоящее время живет в Урумчи.